# Siemens E 69
Locomotiva Elétrica E69  foi produzida pela Siemens entre o início do século e década de 40, destinada principalmente para Companhias de bondes e ferrovias secundárias e/ou privadas. Foram construídas locomotivas em bitola Standart e métrica. É uma locomotiva B, tipo steeple-cab com apenas um pantógrafo.
Foi adquirida pela Companhia Guarujá em 1924 junto as empresas MAN e Siemens-Schuckert.
A Siemens foi a responsável pela eletrificação da linha e junto com a MAN a responsável pelo fornecimento do material rodante, que se consistia em dois bondes (nº3 e 9) e da locomotiva modelo E69, aparentemente, todos com a mesma motorização de 104hp, de dois motores auto-refrigeraveis operando em 750V.
Foi vendido para a EFCJ em 1956, junto com os bondes. Em 1972 ela foi retirada do tráfego ferroviário e estava imobilizada e junto a estação de Capivari ao alto do Morro do Elefante, que é administrado pela EFCJ. Onde, até hoje é encontrando-se estático em Campos do Jordão, e encontra-se em processo de restauração estética (2016).